# Fontpedrosa
Fontpedrosa (['fumpə'ðɾuzə], estàndard ['fompə'ðɾozə], en francès Fontpédrouse) és una comuna de la comarca del Conflent, a la Catalunya del Nord.
La comuna, a més del poble de Fontpedrosa, inclou els nuclis de població de Prats de Balaguer i Sant Tomàs de Balaguer. Prop del nucli de Sant Tomàs de Balaguer hi ha els Banys de Sant Tomàs, a ran de la Riberola, deu natural d'aigua sulfurosa que surt a la temperatura de 58 °C. A més, la major part del terme comunal està inclosa en el Parc Natural Regional dels Pirineus Catalans.
Passa pel terme de Fontpedrosa el tren groc, amb un espectacular viaducte de pedra construït per Paul Séjourné.
Com a curiositat, s'ha de tenir en compte que, en aquest poble, els anys 70, tingueren lloc les anomenades Resolucions de Fontpedrosa, d'on eixí l'important document Què és el PSAN-p, clau per a entendre la història de l'independentisme català recent i l'aparició de l'organització armada Terra Lliure.

## Etimologia
Joan Coromines explica en el seu Onomasticom Cataloniae que el topònim Fontpedrosa prové del llatí fonte petrōsa, per una deu abundosa que sorgeix prop del poble, d'una esllavissada del territori rocós de l'esquerra de la Tet.

## Geografia

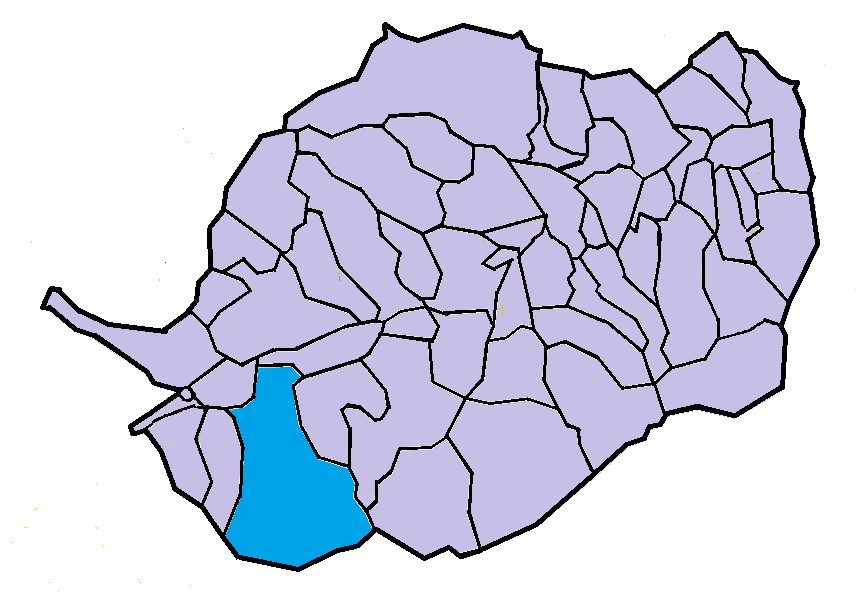
Situació de la comuna de Fontpedrosa en el Conflent

### Localització i característiques generals del terme
El terme comunal de Fontpedrosa, de 643.500 hectàrees d'extensió (el segon de més extensió de la comarca) és situat a banda i banda de la Tet, però de forma asimètrica: a l'esquerra un petit territori, muntanyós i boscós, i a la dreta tres llargues valls que tenen el seu extrem meridional, on es formen, a la carena axial dels Pirineus. És a l'extrem sud-oest de la comarca, al límit amb les comarques del Ripollès, al sud, i l'Alta Cerdanya, al sud-oest.

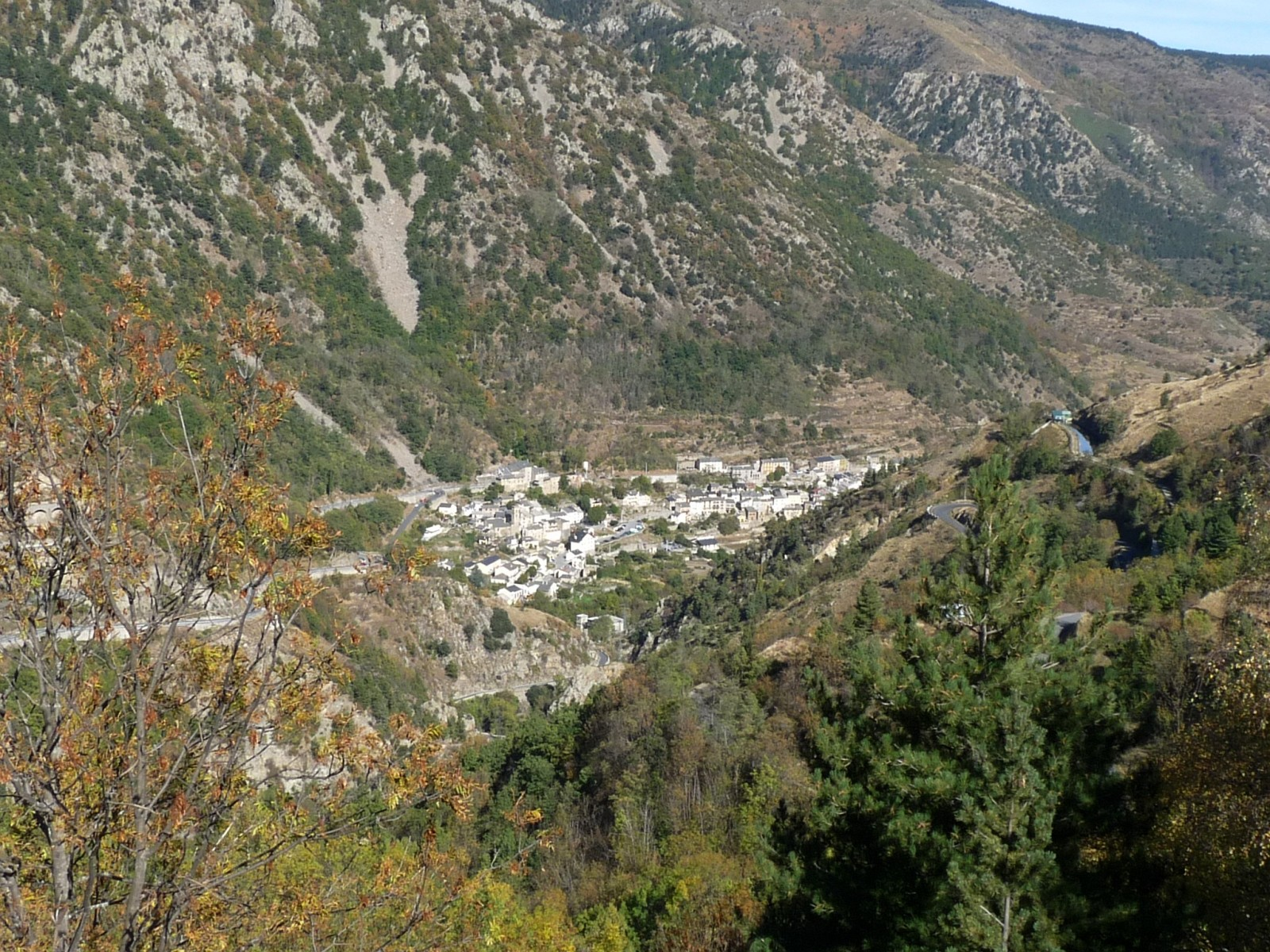
La tancada vall de la Tet a Fontpedrosa

La part septentrional del terme, a l'esquerra de la Tet, comprèn els vessants sud-est del Serrat de Pijoan, que arriba als 1.872 m alt, i meridionals del Roc de l'Àliga, Roc de la Terrossera i Roc de Mallorca, que es troben en una línia de traçat irregular que davalla dels 1.900 als 1.425 m alt. El termenal al nord-oest, amb Sautó sí que segueix una carena, la del Serrat de Pijoan, però a la resta, termenal amb Canavelles segueix un traçat arbitrari en el vessant meridional de la Serra de Clavera. El tancament pel nord-est segueix, això sí, un contrafort que separa la vall del Torrent de Comes de la del Còrrec dels Avellaners. En el sector oriental d'aquest fragment del terme de Fontpedrosa es troba el Bosc Estatal de Fontpedrosa. Travessa tot aquest espai el Rec de la Solana. El poble de Fontpedrosa, a 1.040 m alt, també a l'esquerra de la Tet, es troba a l'extrem sud-oest d'aquest sector del terme.

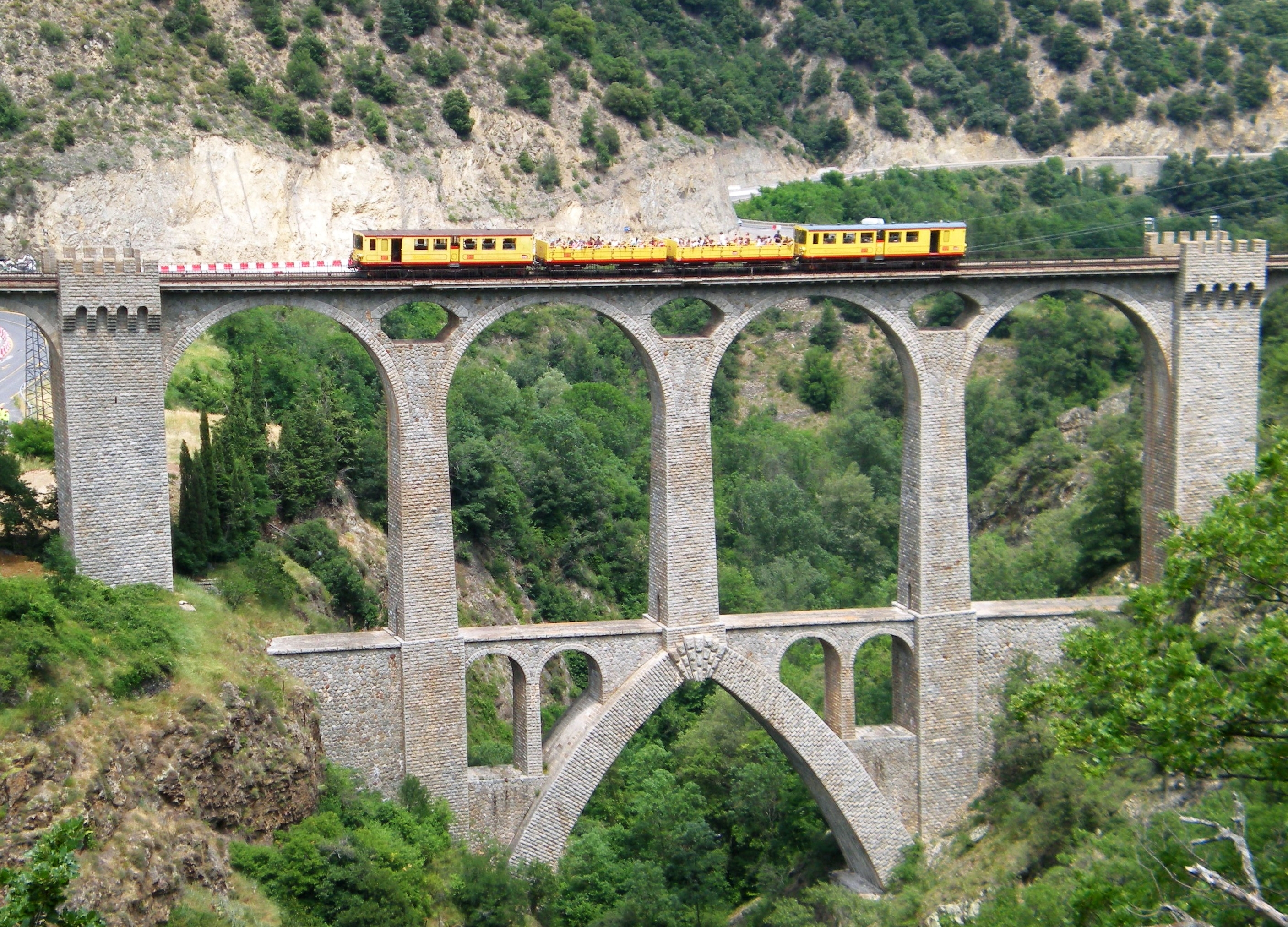
El tren groc passant pel Pont de Fontpedrosa

El pas de la Tet per Fontpedrosa és sinuós i engorjat, majoritàriament, amb petits eixamplaments on se situen els pobles de Sant Tomàs de Balaguer, a la dreta del riu, a 1.095 m alt, i de Fontpedrosa, a l'esquerra, així com la Central Hidroelèctrica, el càmping municipal, etcètera. Una mostra del relleu accidentat que travessa la Tet és el Pont de Fontpedrosa, o Pont Séjourné (pel nom de l'enginyer que el construí), situat a prop de l'extrem oriental del pas de la Tet pel terme de Fontpedrosa.

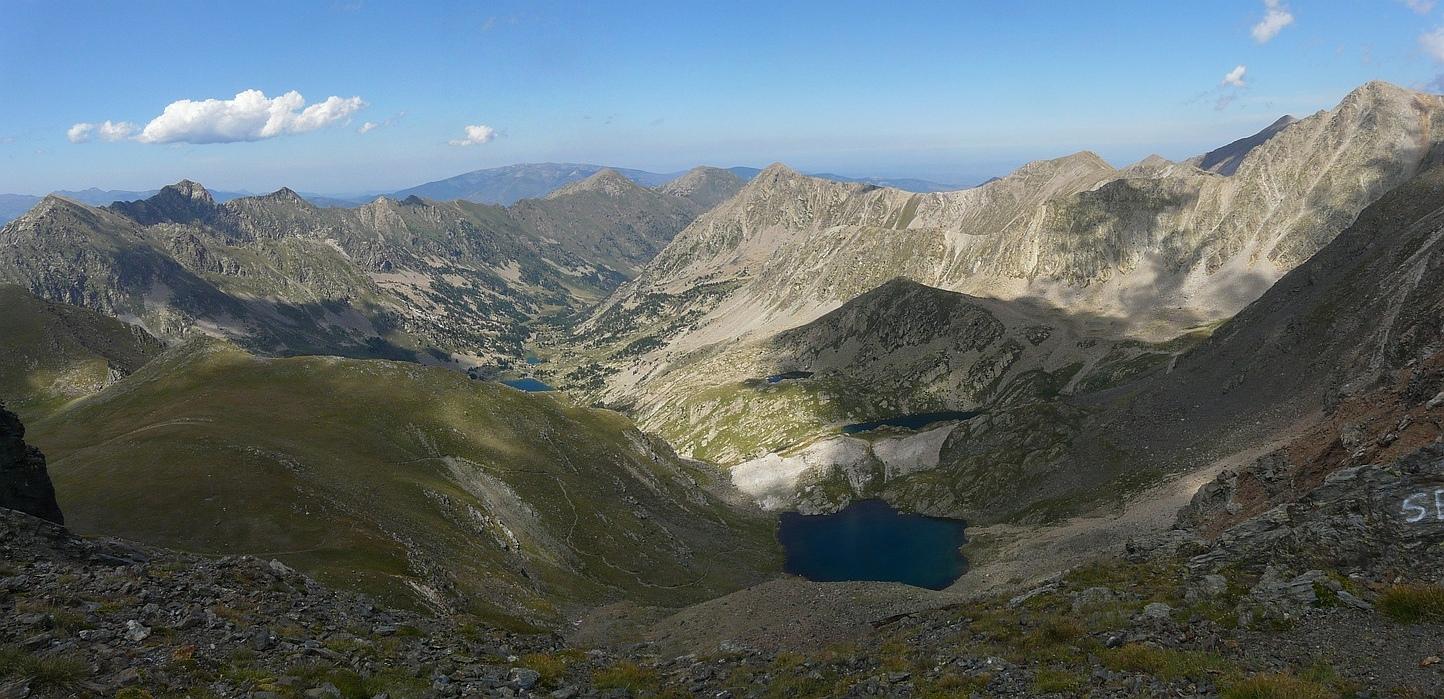
Alta vall de Carançà

A la dreta de la Tet s'estenen diverses llargues valls, que davallen des de la carena axial dels Pirineus (el terme de Fontpedrosa és limítrof amb el de Queralbs, al Ripollès, de la Catalunya del Sud. De ponent a llevant, són les valls de la Riberola, del Torrent del Cortal d'en Sala i del Torrent de la Sorda, a més de la vall que ocupa la zona sud-est del terme, la del Torrent de Carançà, que cap a la meitat del terme surt de Fontpedrosa per tal d'entrar en els termes de Nyer i Toès i Entrevalls, per tal d'abocar-se en la Tet en el segon dels dos termes esmentats. El poble de Prats de Balaguer, situat a 1.314 m alt, i l'establiment termal dels Banys de Sant Tomàs, a 1.158 m alt, es troben al nord-est d'aquest sector del terme.

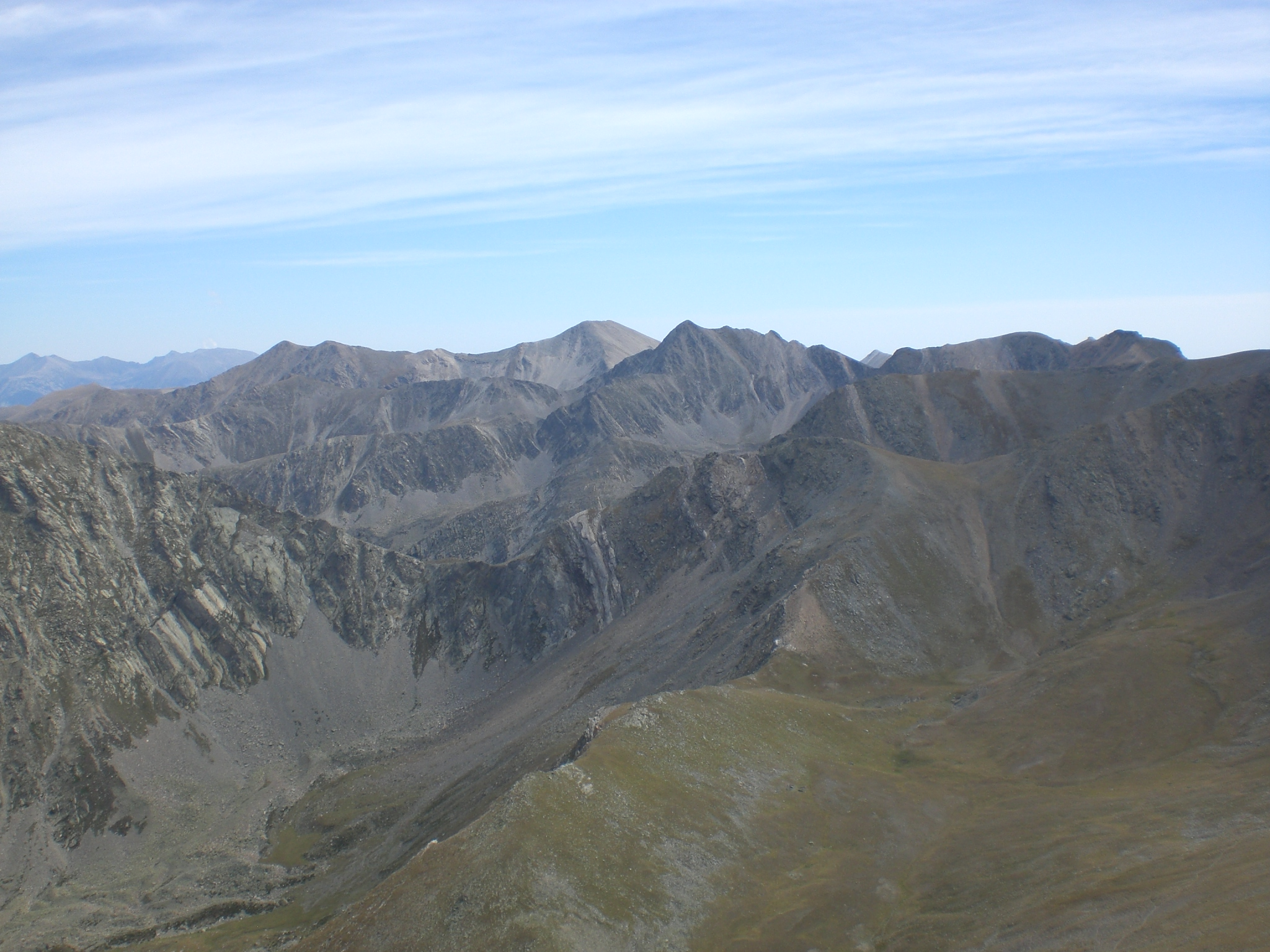
Racó sud-oest del terme, entre el Pic de Nou Fonts i el Pic d'Eina

Els punts més elevats del terme, compartits amb Queralbs (ponent) i Setcases (llevant), formen el límit meridional del terme de Fontpedrosa, límit alhora de les comarques del Conflent i del Ripollès, i, consegüentment, dels estats espanyol i francès. És una carena amb moltes ziga-zagues que arrenca, a l'oest, del Pic d'Eina, de 2.789,2 m alt, i passa pel Pic de Nou Fonts (o de Noufonts), de 2.861,1, pel Coll de Nou Fonts, o, també, de Noufonts, de 2.648,8, pel Pic de la Fossa del Gegant, de 2.807,7, pel Coll de Noucreus, o de Nou Creus, de 2.796,6, pel Coll de Carançà, o de la Vaca, de 2.739,1, pels Pics de la Vaca, de 2.818,2, pel Pic dels Gorgs, de 2.843,3, pel Pic de Freser, de 2.834,9, pel Coll de Coma Mitjana, de 2.703,1, pel Pic del Gegant, de 2.881,25, conegut a la Catalunya del Sud com a Pic de Bastiments, pel Coll del Gegant, anomenat de la Geganta a la Catalunya del Sud, de 2.606,5, pel Pic de l'Esquena d'Ase, de 2.626,3, i pel Puig de Morens, de 2.685,7 m alt, a l'extrem occidental de la Serra de la Dona.
Des d'aquests cims que sobrepassen els 2.600 metres d'altitud, els termenals laterals, de llevant i de ponent, davallen fins al fons de la vall de la Tet. A ponent, el primer tram, que separa Fontpedrosa d'Eina (Alta Cerdanya), és format pel Serrat de la Coma d'Eina, que uneix el Pic d'Eina amb la Torre d'Eina, de 2.830 m alt. Després, ja termenal amb Planès, del Conflent, es troba el Serrat dels Llosers, que va baixant per sota dels 2.700 m alt cap al Roc del Boc, de 2.779, el Serrat de les Esques, continuació de l'anterior, fins al Pic de l'Orri, de 2.561, el Serrat de l'Escaldat, que baixa fins als 2.300, i el Serrat del Joquiner, vers els 1.850. Tot seguit, seguint sempre petites carenes, arriba a la llera de la Tet, a 1.199 m alt. A llevant, des del Puig de Morens segueix cap al nord-oest per la Serra de Gallinera, de més de 2.600 m alt, cap al vessant sud-occidental del Pic de Serra Gallinera, de 2.663, però sense arribar-hi, quedant-se en la cota 2.632,5. Tot seguit segueix un contrafort cap al nord-oest, fins a assolir el Coll del Burro, de m alt, i continua davallant, de primer per un contrafort secundari, després pel coster, sense cap límit natural, fins que arriba a la llera del Torrent de Carançà a 1.658.7 m alt. Travessat aquest torrent, el termenal est de Fontpedrosa, ara entre aquesta comuna i la de Toès i Entrevalls, puja cap a la Serra de les Torres, on arriba als 2.624 en el Pic Gallinàs, des d'on davalla pel Torrent de la Sorda fins que aquest torrent s'ajunta a la Tet, a 925,1 m alt. Més a llevant, a la llera de la Tet al límit amb Toès i Entrevalls, però prop del límit amb Canavelles, es troba el punt més baix del terme, a 883,6 m alt.
Al centre del terme es troba encara una altra vall, la del Riu d'Aigües, que s'aboca en la Tet just al sud del poble de Fontpedrosa, que és continuació del Torrent del Cortal d'en Sala, enriquit pels còrrecs d'Aigües i del Solà d'Aigües, a més d'altres torrents menors. Forma una petita vall separada de les altres dues esmentades anteriorment per carenes interiors que davallen de vers els 2.000 fins a prop de la Tet mateixa, a 1.243 m alt al sud del cementiri de Fontpedrosa, en el cas de la de ponent, on destaca el Pic Cucurucull, de m alt, i dels 2.200 als 1.400 en el cas de la de llevant. A la meitat meridional del terme, encara, hi ha una carena transversal de sud-oest a nord-oest que separa les valls de la Riberola i del Torrent de Carançà; aquesta carena assoleix, en la direcció abans expressada, les alçades de 2.776,4 m alt al Pic de Racó Gros, 2.782 al Pic de Racó Petit, 2.726,4 al Pic de Monellet, 2.592 al Piló de la Xemeneia i 2.674,2 al Puig Rodon. En aquest sector del terme s'estén el Bosc Comunal de Fontpedrosa.
El terme comunal de Fontpedrosa està inclòs en el Parc Natural Regional del Pirineu Català.
Termes municipals limítrofs:
| Sautó                |                     | Canavelles        |
| Planès               |                     | Toès i Entrevalls |
| Eina (Alta Cerdanya) | Queralbs (Ripollès) | Nyer              |

### El poble de Fontpedrosa

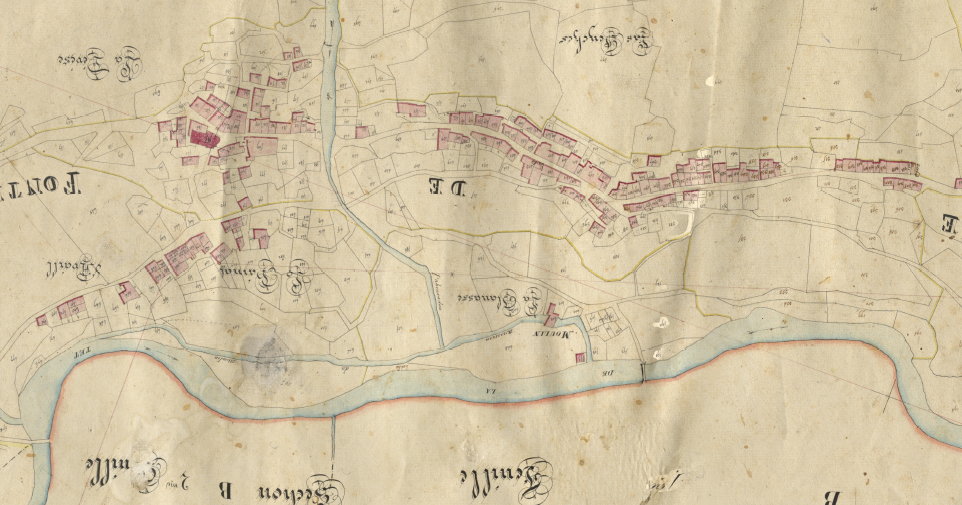
Fontpedrosa en el Cadastre napoleònic del 1812 (Arxius Departamentals dels Pirineus Orientals, ADPO)

El poble de Fontpedrosa està situat a l'esquerra de la Tet. És un poble allargassat, que segueix la carretera general, que segueix el traçat de l'antiga Via Confluentana, la qual uneix Fontpedrosa d'una banda amb la major part del Conflent i amb el Rosselló i de l'altra amb la resta de pobles de la seva comarca i amb l'Alta Cerdanya.

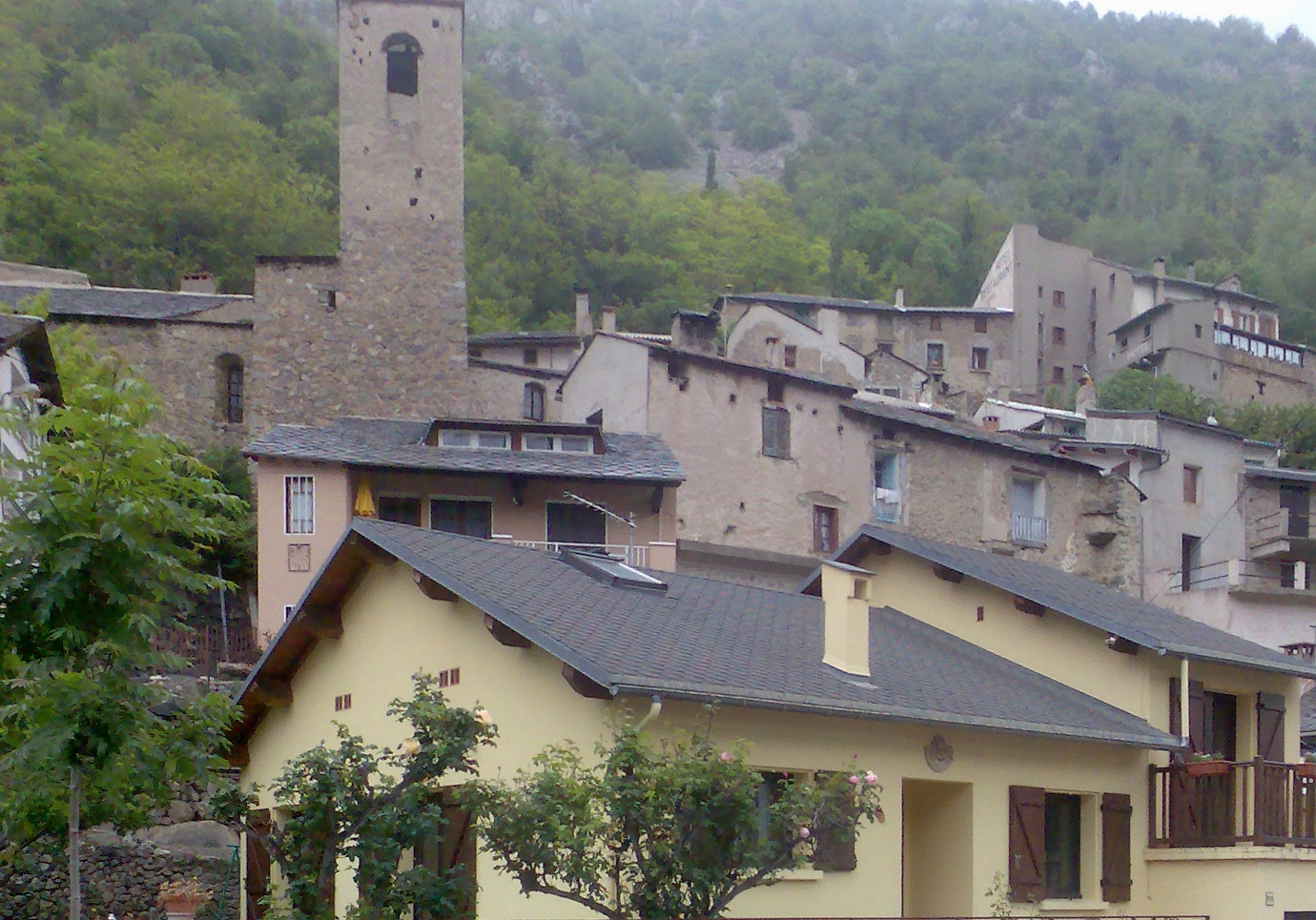
El poble, en el coster on es troba

Una part del poble és agrupada a l'entorn de l'església parroquial de Santa Maria de Fontpedrosa, que no fou parròquia fins al segle XVIII; anteriorment havia estat sufragània de Santa Maria de Prats de Balaguer. Es tracta del barri anomenat Barri de la Iglesi, o Cim del Lloc. Els serveis comunals, Casa de la Vila, correus, etc, estan situats a la zona sud-oest de poble, entre el poble vell i el cementiri, aquest darrer situat en el Veïnat d'Avall, més proper a la Tet. L'escola és al barri de l'Escola, per raons lògiques. Altres barris del poble són el Camí de les Omes, el Carrer de Rigó, la Noguereda i el Serrat.
Davant del poble, a la dreta del riu, hi ha la Central Hidroelèctrica de Fontpedrosa, que consta d'un salt d'aigua de 182 metres, una potència instal·lada de 6.000 kVA i una producció anual de 23.000 milions de kWh.
En un principi, Fontpedrosa era un veïnat de Prats de Balaguer situat al peu del camí ral, al fons de la vall. En els canvis demogràfics i de dinàmica econòmica dels tres darrers segles, Fontpedrosa ha acabat desplaçant Prats de Balaguer en el paper de cap comunal.

### Prats de Balaguer

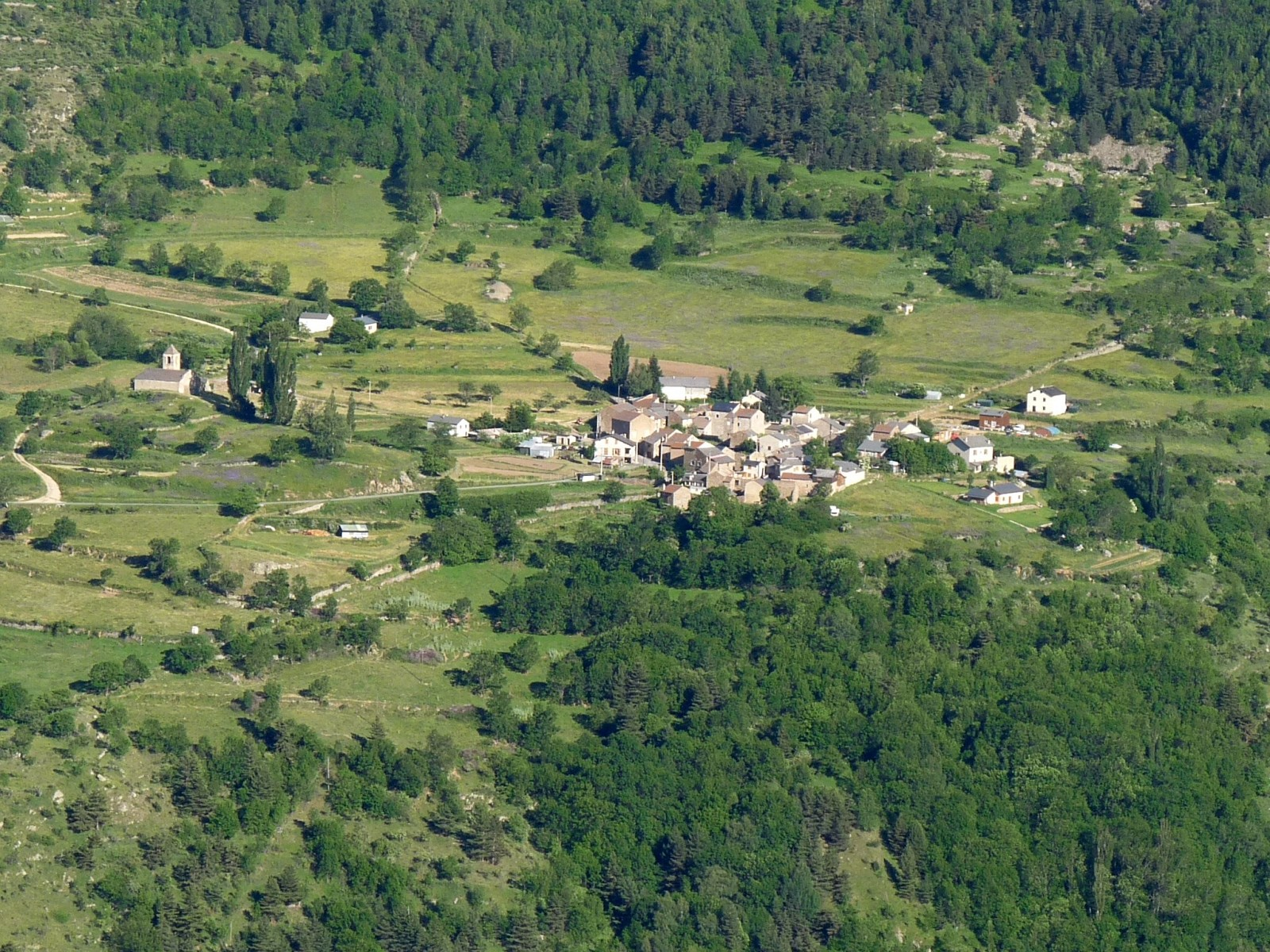
Vista general de Prats de Balaguer

El poble de Prats de Balaguer, que havia format comuna independent entre 1793 i 1822, juntament amb Sant Tomàs de Balaguer, està situat en la zona nord-oest de la comuna de Fontpedrosa.

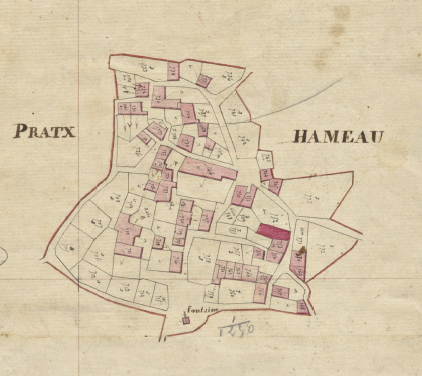
Prats de Balaguer en el Cadastre napoleònic del 1812 (ADPO)

El poble, que a l'edat mitjana era el cap de tot el territori que actualment forma la comuna de Fontpedrosa, està agrupat, amb l'església de Santa Maria, actualment denominada de la Trinitat, en el seu extrem sud-est. En el poble hi ha també la capella de Sant Josep.
El poble és citat com a villa Balagari el 854-855, com a centre d'un territori pertanyent a Sant Andreu d'Eixalada que el 961 fou donat a Sant Miquel de Cuixà (locum quem dicunt Pratos vel valle Balagaria).

### Sant Tomàs de Balaguer

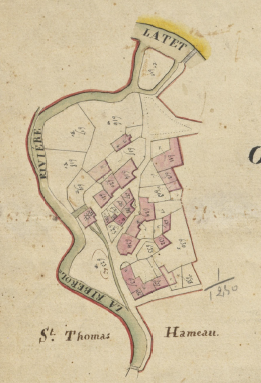
Sant Tomàs de Balaguer en el Cadastre napoleònic del 1812 (ADPO)

El petit poble de Sant Tomàs de Balaguer és a la dreta de la Tet i de la Riberola, a prop i al sud d'on es troben aquesta dos cursos d'aigua. El poble compta amb la capella de la Mare de Déu de la Salut.

### Els Banys de Sant Tomàs
Banys moderns, creats a mitjan segle xix (no apareixen en el Cadastre napoleònic del 1812), dins del terme de Sant Tomàs de Balaguer. Aprofiten unes fonts d'aigües sulfuroses sòdiques que brollen entre 25 i 50º centígrads, amb propietats antireumàtiques.

### L'oratori de Sant Pau
A llevant del poble de Fontpedrosa, ran de carretera i a mig camí de l'Estació de Fontpedrosa - Banys de Sant Tomàs, es troba la capella de Sant Pau.

### El Castell de Prats de Balaguer, o Castell de Balaguer

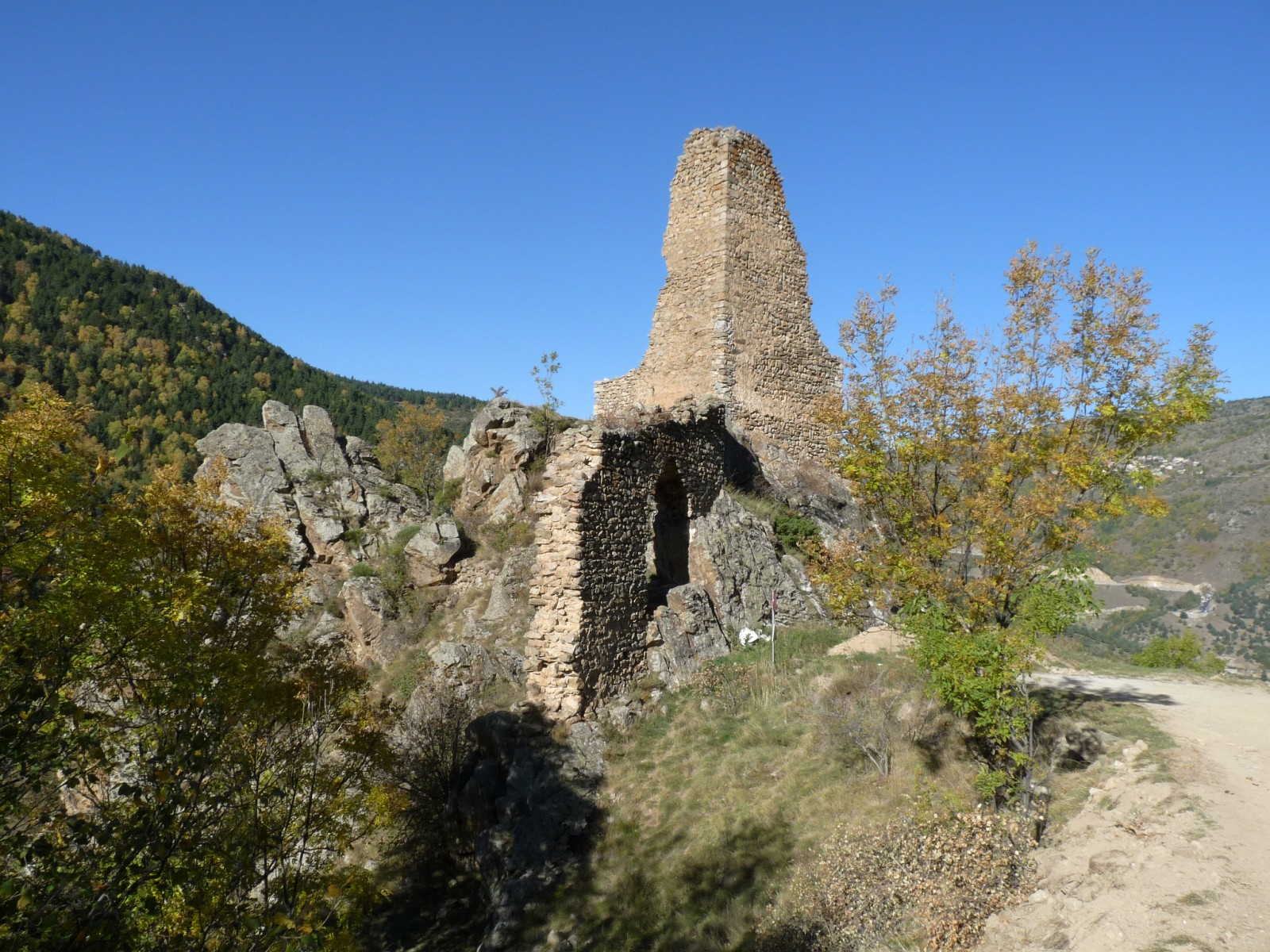
Castell de Prats de Balaguer

L'antic castell romànic de Prats de Balaguer, o, simplement, de Balaguer, és a quasi un quilòmetre al sud del poble de Prats de Balaguer, damunt d'un esperó rocós. El castell defensava un pas que des de la vall de la Tet comunicava amb el Ripollès a través dels colls del terme de Fontpedrosa. Se'n conserven algunes restes significatives, però està molt trinxat.

### Sant Romà i les Aigües
Es tracta de dos indrets que havien estat una capella i un lloc, respectivament. Sant Romà és actualment una partida situada prop del Pont de Fontpedrosa, a l'esquerra de la Tet, que correspon a una capella desapareguda citada el segle xvi. Les Aigües, el nom del qual es reprèn al riu d'Aigües, correspon a un lloc anomenat villa Aquas el 1011 i villa de Aquis sicis el 1253 situat en el tram baix del riu d'aquest nom.

### Els masos del terme
El terme de Fontpedrosa no té masos aïllats, fora dels tres nuclis de població, sobretot perquè l'activitat agrícola hi és molt minsa. Sí que hi ha edificacions aïllades relacionades amb el pastoreig i les activitats forestals. I, d'ençà de principis del segle xx, amb l'excursionisme. Així, s'hi poden trobar barraques, cabanes, corrals, cortals i orris, alguns actualment en ruïnes. Alguns dels corrals i també dels cortals hi són anomenats cova. Hi ha la Barraca dels Pastors i la dels Carabiners, o del Coll de Nou Fonts, que és en ruïnes. També s'hi troben la Cabana de la Coma dels Bacivers, la de la Valleta, la de l'Era, la de l'Escudella de Mazora, la de l'Estany de Carançà, la del Pla dels Bacivers, la dels Enginyers (en ruïnes) i la del Vaquer d'Aixeques. Hi ha alguns casots: el del Camp del Jepota, en ruïnes, el del Clotet, el del Roquet i el del Sunyer. Pel que fa als corrals, molts d'elles són en ruïnes, com el del Coron, el de l'Elrar, el Corral o Cova de l'Ermità, el del Franceset, el de l'Isidre i el dels Prats d'Aigües, i es conserven encara els corrals del Pere, o del Pastor, el dels Camps de l'Era, el del Solà d'Aigües, els Corrals dels Camps dels Corrals. Quant als cortals, es troben en ruïnes el Cortal o Cova d'Aumet i els Cortals de Pallat, i es conserven el del Bonada, el del Gorra, el del Sabater, o de l'Esquener, el del Sadurní i el Pallat del Roquet (cortal).
També cal comptar-hi les coves, algunes d'ells cabanes, d'altres cortals i d'altres orris: Cova o Cabana de Coma Mitjana, Cova o Orri de la Bassa, Cova o Orri de la Castellassa, Cova de la Collada, o Cabana de Coll Mitjà, Cova de la Jaça de l'Orri, o Barraca de l'Orri, o Orri Vell, la Cova de la Valleta, o Barraca de la Jaça de la Valleta, la Cova del Coll d'en Bernat, o Cova o Cabana de les Clotades de l'Estanyol, la Cova de l'Era d'en Sunyer, la de l'Estanyol, la del Nau d'en Fabre (tots tres en realitat orris), la del Ras, o Orri del Ras de Carançà, la del Reguer (orri, també), la del Saltó (també orri, en ruïnes), la dels Collets, o Orri de la Jaça dels Collets, la Cova o Orri del Turó, la Cova de Morens, o de la Jaça dels Burros, la d'en Tormenta, la de l'Era del Sunyer, la d'en Xiquet (orris les quatre darreres), les Coves o Orris dels Cortalets, les Coves del Roc del Buc (també orris), el Mas o Cortal del Labric. Alguns reben directament el nom d'orri: Orri o Cortal d'Aixeques, Orri del Ras de Carançà, Orri o Cortal de Formigueres, o Orri de la Jaça de Baix, Orri de la Grimalda, o Grimauda, Orri de la Jaça de Dalt i Orri del Tarter. També hi ha les ruïnes de la Sitja de les Trumfes del Gorra.
Hi ha algunes edificacions de caràcter religiós, com el Calvari i la Creu. També existeixen com a construccions aïllades la Microcentral de Sant Tomàs i la Usina (central hidroelèctrica), la desapareguda Farga de Sant Tomàs i la Gara (Estació de ferrocarril). Hi ha una bona quantitat de passarel·les i ponts: Passarel·la de la Cabana de l'Orri, la de la Feixa Llarga, la del Ras de Carançà, i Pont de Fontpedrosa, o Séjourné, Pont de la Molina, o de la Ribera, Pont del Bosc Negre, Pont del Verger i Pont de Molines, a més del Túnel del Pallat. Els refugis de muntanya existents són el de l'Orri, el del Ras de Carançà, el dels Corrals, que fa de casa forestal, i el Matutano.

### Hidrònims

#### Cursos d'aigua
Els cursos d'aigua de Fontpedrosa estan organitzats bàsicament en quatre grans valls de sud a nord, les de la dreta de la Tet, i més de mitja dotzena a la inversa, les de l'esquerra de la Tet. De primer hi ha dos còrrecs de curt recorregut: el de la Cometa. De ponent a llevant, les que baixen dels contraforts dels Pirineus cap al riu són la Riberola, que es forma al sud-oest del terme, a les Dejunes, en el vessant nord-oriental del Pic d'Eina i en el nord-occidental del Pic de Noufonts. Prop de la seva formació a la zona de l'Estanyol, passa ran de les antigues explotacions mineres de l'Estanyolet, on rep per la dreta el Còrrec de l'Estanyol, que prové de les Clotades i la Jaça de l'Estanyol, on hi ha el llac de muntanya d'aquest nom. Continuant cap al nord, i deixant enrere el Salt del Pla dels Bocs, mentre rep per l'esquerra diversos torrents de muntanya: la Llissa del Salt dels Cans, la dels Bocs, la del Mig i la d'en Vidal. De seguida arriba al Forcat de les Aigües, on arriba per la dreta la Ribera de la Valleta, que prové dels vessants dels pics de Noufonts i de la Fossa del Gegant. La Ribera de la Valleta hi aporta les aigües de la Llissa del Pic del Racó Petit. Aigua avall la Riberola rep per la dreta la Canal dels Alls, i després per la dreta les dues Canals de la Bola, alhora que per l'esquerra la Canal de la Congesta i la Llissa de l'Orri; després, per l'esquerra la Llissa del Cortalet i la Llissa del Pla de l'Ós, i per la dreta el Rec o Torrent de Formigueres. Poc després arriba a les Passeres de la Matella, on rep per la dreta les aigües del Bassí i la Corregada d'Aumet. Més al nord, als Escargemus, rep per l'esquerra el Còrrec de la Baga i el dels Escargemus i poc després el del Bosc Negre. De seguida arriba al costat de ponent de Prats de Balaguer, on rep per l'esquerra un altre Còrrec del Bosc Negre, el de la Font del Frare, el de la Font del Carbó i el de Rabasseques; tot seguit deixa a l'esquerra els Banys de Sant Tomàs, passa pel costat de ponent de Sant Tomàs de Balaguer i s'aboca en la Tet just al nord d'aquest darrer nucli de població.
Més a ponent, ja a l'alçada de Fontpedrosa, hi ha el Riu d'Aigües, que és continuació del Torrent del Cortal d'en Sala, de llarg recorregut, que traça una vall molt estreta i tancada. El Riu d'Aigües rep alguns petits afluents en el seu tram final, com el Còrrec d'Aigües i el del Solà d'Aigües. Continuant cap a llevant, la vall següent és la del Torrent de la Sorda, o de les Sordes, amb una altra vall llarga i estreta sense cap afluent rellevant. Abans de la quarta vall hi ha dos còrrecs petits, de curt recorregut: el de la Coma i el de les Carboneres; la quarta vall és la del Torrent de Carançà, que només en la seva part alta és del terme de Fontpedrosa. El Torrent de Carançà neix en el circ de l'Estany Negre. El primer tram, curt, discorre d'est a oest, i de seguida s'aboca a l'Estany Negre, estany que recull també les aigües procedents de l'Estany Blau. Continua cap a ponent, però va girant progressivament format un arc fins que emprèn la direcció sud-nord, que adopta definitivament quan arriba al Planell de l'Estany, just abans d'arribar al refugi de muntanya i a l'Estany Gros de Carançà. Continuant cap al nord, arriba a un altre estany anomenat també Estany Blau, situat a llevant d'on hi havia hagut el Mener de l'Or, unes antigues mines d'or, i tot seguit a un petit estany anomenat la Basseta; encara més al nord, ran de la Cabana dels Enginyers, es troba un nou estany: la Bassa. En aquest darrer estany, el torrent, que en diversos trams discorre dividit en diversos braços a causa dels plans de muntanya que travessa, comença a decantar-se cap al nord-est. Així, travessa el Planell de la Bassa, on hi ha el refugi de la Cova de la Bassa, i, al capdavall, després de deixar enrere diversos salts d'aigua, rep per la dreta la Ribera de Coma Mitjana. Ja decantat clarament cap al nord-est, travessa el Ras de Carançà, on es troba el refugi d'aquest mateix nom, i on rep per la dreta la Ribera de Morens, o dels Bacivers, ja que ve de la Coma de Bacivers, fins que arriba a la Pedra Dreta, senyal termenal entre Fontpedrosa, Toès i Entrevalls i Nyer. En aquest lloc el Torrent de Carançà surt del primer d'aquests termes i comença a fer de límit entre els altres dos. Just en aquest lloc el Torrent de Carançà rep per la dreta el Còrrec dels Clots i per l'esquerra la Canal de l'Avet.
Per l'esquerra de la Tet, hi arriben, també d'oest a est, el Còrrec de Nabella, el de l'Oratori, els Torrents de Coma Escala, la part baixa dels quals és el Còrrec de l'Abeurador, d'una banda, i el Torrent de la Bordó, de l'altra, el de Sant Pau, el Còrrec de Lior, el Torrent dels Corrals, que hi aporta el Torrent de Lior, el de Travesset, el Còrrec o Torrent de la Grossa de Moles, el Torrent de Canals i el Torrent de Comes.

#### Estanys
El terme de Fontpedrosa és ric en estanys de muntanya, sobretot al circ de Carançà: Estany dels Bacivers, o de Morens, Estanyol de Coma Mitjana, Estanys de la Coma de l'Infern, Estany Blau, un altre Estany Blau, Estany Negre, Estany Gros de Carançà, l'Estanyol, la Bassa, la Bassa de la Coma de l'Infern, la Basseta, el Bassí d'Aumet, el Bassí de la Serra d'Aigües, el Botàs de la Valleta...

#### Canals d'irrigació i rescloses
Cal tenir en compte en aquest apartat el Barratge de la Central de Sant Tomàs, la Presa d'aigua del Bassí d'Aumet, la Resclosa del Molí i la del Rec dels Prats. Els principals canals existents són el de la Usina de Fontpedrosa, el de la Usina de Toès, el Canal Vell de la Usina de Fontpedrosa, la Conducció forçada de la Central Hidroelèctrica, la Descàrrega de l'anterior, el Rec de la Costeta, el de la Solana, o de Fontpedrosa, el de Llar i Canavelles, el del Molí, el dels Baus i el de Sant Romà.

### Orònims
Els espais geogràfics o formes de relleu del terme de Fontpedrosa es poden classificar en obagues, com el Bac d'Aumet, el dels Collets, la Baga, o Bosc de la Baga; boscs, com la Bola, o Bosc de la Bola i el Bosc Negre; clots, com Clotades de l'Estanyol, Clot de la Xemeneia, Clots de Formigueres, Clots de la Llobatera, Clots de Monellet i Clots de Sant Martí; collades, com la Collada, Collada dels Cerdans, Collada de Racó Petit, Coll d'en Guilla, Coll de Carançà, o de la Vaca, Coll de Coma Mitjana, Coll de la Fossa del Gegant, Coll del Burro, Coll de Nou Fonts, Coll del Gegant, Coll d'en Bernat, Coll de Noucreus i Coll Mitjà, o la Collada; comes, com la Coma, Coma d'Aixeques, Coma o Conca de l'Infern, Coma dels Bacivers, Coma Escala, Comall de l'Aigua, Coma Mitjana, Comes, la Cometa i les Escomelles; costes, com la Costa, Costa Mala, Costa d'en Tira-qui-pot, les Costes (dos llocs diferents), la Costeta; coves, com la Cova d'en Roger; muntanyes, com el Cim de la Baga, el Pic Cucurucull, el Pic de Coma Mitjana, el Pic de Dalt de Coma Mitjana, el Pic de Freser, el Pic d'Eina, el Pic del Joquiner, el Pic de la Fossa del Gegant, el Pic de l'Esquena d'Ase, el Pic del Gegant, o de Bastiments, el Pic de l'Infern, o de la Coma de l'Infern, el Pic de l'Orri, el Pic de Monellet, el Pic dels Bacivers de Prats, el Pic dels Gorgs, el Pic de Nou Creus, el Pic de Nou Fonts, el Pic de Racó Gros, o de la Valleta, el Pic de Racó Petit, el Pic Gallinàs, els Pics de la Vaca, el Piló de la Xemeneia, Puig Anyella, o Anyeller, Puig de la Feixa Llarga, Puig de Morens, Puig Rodó, o Pic Rodó, Puig Rodon, Roc del Boc i la Torre d'Eina; plans, com el Pla dels Bacivers, el Pla o Planell de Boscandó, el Pla de Castellàs, el Pla de l'Ós, o Jaça del Pla de l'Ós, la Plana, la Planassa, el Pla o Planell de Cedelles, el Planell, o la Jaça, de la Bassa, el Planell de la Grimalda, el Pla o Planell de Nou Fonts, el Planell de l'Estany i el Planell dels Bocs, o del Roc dels Bocs; serres i serrats, com la Serra, el Serrat, o Serra d'Aigües, Serra de Coma Mitjana, Serra de la Bola, Serra de la Tosa, o de les Tors, Serra Gallinera, el Serrat, el Serrat Blanc, Serrat d'Aumet, Serrat de Comes, Serrat de la Coma d'Eina, Serrat de la Vernola, o de Vernola, Serrat de la Xemeneia, Serrat de l'Escaldat, Serrat de les Escorones, Serrat de les Esques, Serrat del Joquiner, Serrat del Pellicer, Serrat dels Beços, Serrat dels Llosers, Serrat de Naudó, Serrat de Pijoan, Serrat de Tirabudells; solanes, com el Solà d'Aigües, el de l'Aumet, el de l'Avet, el del Coll Mitjà, el del Cucurucull, el de les Ofertes, el de les Tremoledes, el de l'Hereu, el del Pomer, el de Mossills, el de Rabasseca, la Solana, la Solana de Formigueres, la Solana de la Grimalda, la Solana Llisa i les Solanes de les Toses, i Valls, com la Vall d'Aigües, la Vall de Carançà, la Vall de la Riberola, o de Prats, i la Valleta.

### El terme comunal
Els indrets específics i partides del terme de Fontpedrosa són Aigües, abans Aigües Calentes, les Aigües (diferent de l'anterior), Aixeques, l'Argentinar del Carinyo, l'Artiga, Aumet, Aussera, l'Avet, els Bacivers, els Bacivers de Prats, el Baler, Banys de Sant Tomàs, la Banrua, els Baus, la Beçosa (dues de diferents), la Bola, el Botàs, el Botàs de la Valleta, Brullà, la Calbera, Camí de la Serra, Camí de Sant Tomàs. Camp del Ferrer, Camp de les Omes, Camp del Jepota, Camp del Verni, Camps de la Morera, Camps de l'Era, Camps de l'Església, Camps dels Corrals, Canals de la Grimalda, Canals del Xiguent, Cap de la Mollera de les Bertrones, Cap de Xauxes, Carançà, la Carbonera, les Carboneres, la Castanyada, Cedelles, la Collada (dues de diferents), els Collets d'Avall, Coll Pams, la Congesta, els Corrals, el Cortal, o els Cortals, els Cortalets, Cotiu del Xiguent, la Creu, les Dejunes, les Descàrregues, la Devesa, l'Elrar, l'Era, l'Era de la Mata, l'Era d'en Ramon, l'Era d'en Sunyer, les Eres, les Eres del Cortal, els Escargemus, l'Escudella de Mazora, l'Esquena del Sabater, o l'Esquener, l'Esquerda, les Esquerotes, l'Estanyol, la Farda, o la Descàrrega, la Feixa Llarga (dues de diferents), les Feixes, el Ferrador, la Font de la Guilla, les Fous, Forcat de les Aigües, la Fossa del Gegant, la Galeria d'explotació minera, el Gavalar, o Solà del Gavalar, el Ginebrar, el Graó, o el Grau, de la Valleta, la Grimalda de Baix, la Grimalda de Dalt, la Jaça, la Jaça d'Aixeques, la Jaça de Baix de Formigueres, la Jaça de Dalt de Formigueres, la Jaça de la Castellassa, la Jaça de la Valleta, la Jaça del Duran, la Jaça de Dalt del Ginebrar, la Jaça de l'Estanyol, la Jaça del Ginebrar, la Jaça de l'Orri, la Jaça del Roc, la Jaça dels Burros, la Jaça dels Collets, la Jaça dels Cortalets, la Jaça Grossa, les Jaces, Joells, Lior, la Llosa del Turó, la Llosa Negra, Maixomà, el Malesar, o el Malesar de la Roqueta, el Mas, Mas Romà, la Mata, o Bosc de la Mata, la Mata d'Aigües, el Mener de l'Or, la Mola, les Moles, Mollera Rodona, Monellet, Morens, Nauc o Naut d'en Fabre, la Noguereda, el Pallat, les Parets, Partell del Roc, el Pas dels Porcs, el Pas d'en Xiguent, Passeres de la Mateua, Pegarola, el Pegol, la Peira Alta, o Auta, el Peiró, Prat del Jaume Anglès, Prat de la Farga, Prat de l'Ermità, Prat dels Escargemus, Prat del Franceset, Prat Major, els Prats d'Aigües, Querroig, Rabasseques, Racó Gros, Racó Petit, el Ras, o Ras de carançà, el Ribàs, les Ribes, la Roca, Roc de la mala Dona, Roca Corba, Roca Dreta, Roca Endorada, Roca Plana, Roc d'Aumet, Roc de la Socarrada, Roc de l'Àliga, Roc de la Terrossera, Roc de l'Avet, Roc del Cortal, Roc del Duran, Roc de les Guardelles, Roc de l'Esquirol, Roc del Fadrí, Roc del Ferrador, Roc del Pla de l'Ós, Roc del Puig de la Feixa Llarga, Roc dels Llosers, Roc dels Trèmols, Roc del Xoi, Roc de Mallorca, Roc de Tirabudells, Roc Roig, les Saleres d'en Janret, les Salines, Sant Romà, Segaleres, Sus del Graó de la Valleta, la Tallada (dos llocs amb aquest nom), el Tarter, el Tarter de la Cabana de la Valleta, el Tarter de l'Era, les Tarteres de Puig Rodon, la Terra Blanca, Terra Llong, la Terrossera, el Tonkín, el Torrent d'Albaret, les Tremoledes, el Turonet de la Queralla, Ventallola i les Xauxes.
Alguns topònims corresponen a senyals termenals, com la Creu de Dalt de la Serra de la Tosa, la Creu de la Serra de la Tosa, la Creu del Roc Roig, la Pedra Dreta (dues de diferents), la Pedra Moladora, el Piló, el Piló de l'Alt dels Bacivers, el de l'Alt de Coma Mitjana, el de la Xemeneia, el del Baix dels Bacivers, el del Baix de Coma Mitjana, el del Baix de Gallinera, el del Cim dels Bacivers de Prats, el del Coll del Burro, el de l'Esquena d'Ase, el del Pic de la Coma de l'Infern, el del Ferrador, el del Racó Petit, el de Puig Rodon, el de Nou Fonts, Roc de la Collada, Roc de la Peira Alta, Roc de la Terrossera, Roc de l'Avet, Roc del Cap dels Clots de Figamà, Roc de les Creus, Roc de les Salines, Roc del Malpàs, Roc del Puig de la Feixa Llarga, Roc del Serrat de Pijoan, Roc dels Llops, Roc dels Llosers, Roc del Torrent de Lior, Roc de Mallorca, les Saleres del Camp de l'Auró, el Senyal del Serrat dels Beços, el Senyal del Cucurucull i el Senyal del Malesar de la Roqueta.

### Fites frontereres
El terme de Fontpedrosa té dues fites frontereres (la numeració va d'oest a est, en aquesta comuna de nord a sud-est): les que porten els números 509 i 510.
- La 509, una creu gravada en una llosa natural horitzontal, lleument inclinada, és en el Coll de Nou Fonts, a uns 20 metres a ponent del camí.

- La 510, una altra creu gravada en una placa blanca, amb el número dessota, encastada en la roca natural inclinada que mira a llevant. És a ponent del camí que passa pel Coll de Noucreus,

## Transports i comunicacions
El poble de Fontpedrosa està molt ben comunicat, atès que el terme es troba al fons de la vall de la Tet, per on circulen les carreteres principals de la comarca, a més de la via del ferrocarril.

### Carreteres
En primer lloc, la carretera N - 116 (Perpinyà - la Guingueta d'Ix), la carretera que fa d'enllaç bàsic del Conflent, que, venint de Perpinyà, té forma d'autovia fins a prop de Bulaternera. Aquesta carretera, que passa ran de la riba dreta de la Tet fins a Vilafranca de Conflent, permet arribar a Perpinyà en 70 quilòmetres; és a 19,4 quilòmetres de Vilafranca de Conflent, a 25,4 de Prada, a 36 de Vinçà, d'una banda (cap a llevant), citant només algunes de les poblacions, i a 30 de la Guingueta d'Ix, a 8,9 de Montlluís, de l'altra (cap a ponent). Aquesta carretera ressegueix el traçat de l'antiga Via Confluentana medieval i possiblement romana.
De Fontpedrosa parteix una carretera local: la D - 28 (Fontpedrosa - Prats de Balaguer), que no surt del terme comunal. Té dues variants, la D - 28a, que des d'aquesta carretera porta en un curt trajecte a Sant Tomàs de Balaguer i la D - 28b, encara més curta, que mena als Banys de Sant Tomàs.

### Ferrocarril
Fontpedrosa, amb els Banys de Sant Tomàs, té estació de tren, l'Estació de Fontpedrosa, de la línia del Tren Groc, Vilafranca de Conflent - la Tor de Querol. És la línia 12 TER Llenguadoc Rosselló. En el traçat d'aquesta línia de ferrocarril dins d'aquest terme, cal destacar un bon conjunt d'obres d'enginyeria, atès que aquí comença el tram de traçat més difícil del recorregut. Entra en el terme pel Pont de Fontpedrosa, o Pont Séjourné, de 236,7 metres de llarg, i en els 1.702 metres següents passa pels túnels de Sant Romà, de 204 metres, de Moles, de 98, i de Lió, de 120. Tot seguit, a 1.702 metres del Pont Séjourné, troba l'estació de Fontpedrosa. Després de l'estació, en els següents 2.240 metres, passa pels túnels de la Devesa, de 293 metres de llarg, de l'Oratori, de 95, i del Castanyal, de 160. Tot seguit de sortir del darrer d'aquests túnels, passa el Pont del Castanyal, de 28 metres, en el qual la via fèrria deixa enrere el terme de Fontpedrosa i entra en el de Sautó, tot i que durant un bon tros, el mateix ferrocarril fa de límit entre aquestes dues comunes.

### Transport públic col·lectiu
Fontpedrosa disposa de la línia 260, que uneix Perpinyà amb la Cerdanya passant per Prada, fins on es directa des de la capital del Rosselló, Rià, Vilafranca de Conflent, Serdinyà, Oleta, Toès, Fontpedrosa, Fetges, Montlluís, Bolquera, Font-romeu, Èguet, Targasona, Angostrina, Vilanova de les Escaldes, Ur, Enveig, la Tor de Querol, la Cabanassa, Sallagosa, Er, Naüja, Oceja, la Guingueta d'Ix, Ur (fent un bucle a l'Alta Cerdanya), Enveig, la Tor de Querol, Porta i Portè. Aquesta línia circula de dilluns a dissabte amb quatre serveis diaris en direcció a la Cerdanya i cinc en direcció a Perpinyà, més un servei diari extra divendres i dissabte i tres serveis en cada direcció el diumenge. Fontpedrosa és a mitja hora de Vilafranca de Conflent, a 35 minuts de Prada, i a cosa d'una hora i mitja de Perpinyà, també depenent de la parada, cap a llevant; en l'altra direcció, és a cosa d'un quart d'hora de Montlluís.
Prats de Balaguer i Sant Tomàs de Balaguer, en canvi, només disposen del TAD (Transport à la demande), com tots els altres pobles petits del Conflent.

### Els camins del terme
La major part de camins existents a Fontpedrosa són camins interiors del terme: Camí d'Aigües, des de Fontpedrosa, Camí d'Aigües, des de Prats de Balaguer, Camí de l'Aussera, de Bacivers, de Carançà, de Clavera, o del Bosc de Clavera, de Costa Mitjana, de la Costa, o Camí Vell de Prats de Balaguer, de la Sorda, de la Valleta, de l'Avet, de la Xemeneia, del Coll del Pal, de l'Elrar, de les Carboneres, Camí de les Eres, de les Escomelles, o del Bosc Negre, de l'Esquener, de les Saleres d'en Janret, de les Salines, de Lior, del Mas del Baret, o del Baret, del Mas Romà, del Molí, del Pas dels Porcs, del Ribàs, dels Banys, dels Baus, dels Estanys de Carançà, de Molines, de Prat Major, de Roca Plana, de Sant Tomàs, des de Fontpedrosa, de Sant Tomàs, des de Prats de Balaguer, de Segaleres, Carrerada, o Camí Ramader, de la Jaça del Roc, i Ruta de Prats de Balaguer.
Els camins que enllacen el terme de Fontpedrosa amb els pobles i termes veïns són el Camí, o Camí Vell, de Llar, de Núria, de Planès, de Planès a Núria, d'Ull de Ter a Núria, Camí Ramader d'Entrevalls, Camí Vell de Montlluís, Camí Vell de Prada, Carrerada, o Camí Ramader, de Planès, Carrerada de Toès a Carançà, o Camí Ramader de Carançà, Ruta de Llar, Ruta de Montlluís i Ruta de Prada, a més del Tren Groc.

## Activitats econòmiques
Una bona part del terme de Fontpedrosa és ocupada per boscos, com el Bosc Comunal de Fontpedrosa, per la qual cosa l'activitat d'explotació del bosc era tradicionalment una de les bases econòmiques locals. Avui dia, aquesta explotació és gestionada per una entitat estatal, l'ONF (Office national des forêts), per la qual cosa d'una banda se n'ha moderat l'explotació, i de l'altra, aquesta activitat repercuteix menys directament en l'economia local.
Les característiques orogràfiques del terme de Fontpedrosa fan que a penes hi hagi una setantena d'hectàrees aptes per a l'agricultura, repartides en 6 explotacions agrícoles. Quasi totes són de pastures; la presència de cereals, hortalisses i arbres fruiters és quasi testimonial: no arriben, junts, a 10 ha. La ramaderia existent és actualment escassa, al contrari que antigament; ara hi ha una vintena de caps de boví, més de 500 caps d'oví i una seixantena de cabrum.
Té una certa importància en el terme el turisme, tot i que molt lligat al turisme de muntanya i lligat al balneari dels Banys de Sant Tomàs. A Fontpedrosa hi ha un càmping, alguns establiments hotelers i diverses cases d'allotjament rural. També hi ha uns quants refugis de muntanya: del Ras de Carançà, de l'Orri, de Matutano, de Nou Fonts, l'abric de la Cabana d'Aixeques, l'abric de la Jaça de la Castellassa, etc.

## Història

### Edat mitjana
El primer esment de Fontpedrosa és del 1358, quan s'esmenta la Font Pedrosa, una deu molt abundant sorgida d'unes esllavissades a la riba esquerra de la Tet. En aquell moment, el lloc de Fontpedrosa, nascut a l'entorn d'aquella font, era un veïnat de la parròquia de Prats de Balaguer, poble nascut a redós del Castell de Balaguer, que era coneixem com a Castell de Prats de Balaguer. Prats de Balaguer i Fontpedrosa havien estat unes donacions fetes a Sant Miquel de Cuixà, tot i que el de Santa Maria de Cornellà de Conflent hi tenia també alguns drets censals.

### Edat Moderna
Al llarg de tota l'Edat Moderna, Cuixà exercí la senyoria de Fontpedrosa i Prats de Balaguer.

### Edat Contemporània
Amb els canvis produïts per la fi de l'Antic Règim, es reconegueren en principi com a comunes diferenciades Fontpedrosa i Prats de Balaguer, però l'any 1823 Prats de Balaguer fou annexat a Fontpedrosa, que ja en aquell moment era el poble més gran de tots dos.

## Demografia

### Demografia antiga
La població està expressada en nombre de focs (f) o d'habitants (h)
| 17 f | 6 f | 14 f | 112 f | 53 f | 496 h | 120 f | 108 f |

(Fonts: Pélissier, 1986.)
Nota: 1378, 1424, 1553 i 1709, per a Fontpedrosa i Prats de Balaguer.

### Demografia contemporània
| Evolució de la població |      |      |      |      |      |      |      |      |
| 1793                    | 1800 | 1806 | 1821 | 1831 | 1836 | 1841 | 1846 | 1851 |
| 509                     | 560  | 551  | 621  | 737  | 757  | 763  | 858  | 890  |

| 1856 | 1861 | 1866 | 1872 | 1876 | 1881 | 1886 | 1891 | 1896 |
| ---- | ---- | ---- | ---- | ---- | ---- | ---- | ---- | ---- |
| 868  | 853  | 858  | 821  | 705  | 678  | 656  | 642  | 635  |

| 1901 | 1906 | 1911 | 1921 | 1926 | 1931 | 1936 | 1946 | 1954 |
| ---- | ---- | ---- | ---- | ---- | ---- | ---- | ---- | ---- |
| 571  | 796  | 573  | 517  | 422  | 379  | 325  | 452  | 319  |

| 1962 | 1968 | 1975 | 1982 | 1990 | 1999 | 2004 | 2009 | 2014 |
| ---- | ---- | ---- | ---- | ---- | ---- | ---- | ---- | ---- |
| 243  | 188  | 147  | 108  | 138  | 123  | 120  | 132  | 129  |

| 2015 |
| ---- |
| 128  |

Fonts: Ldh/EHESS/Cassini fins al 1999, després INSEE a partir deL 2004

### Evolució de la població

Població 1962-2008

## Administració i política

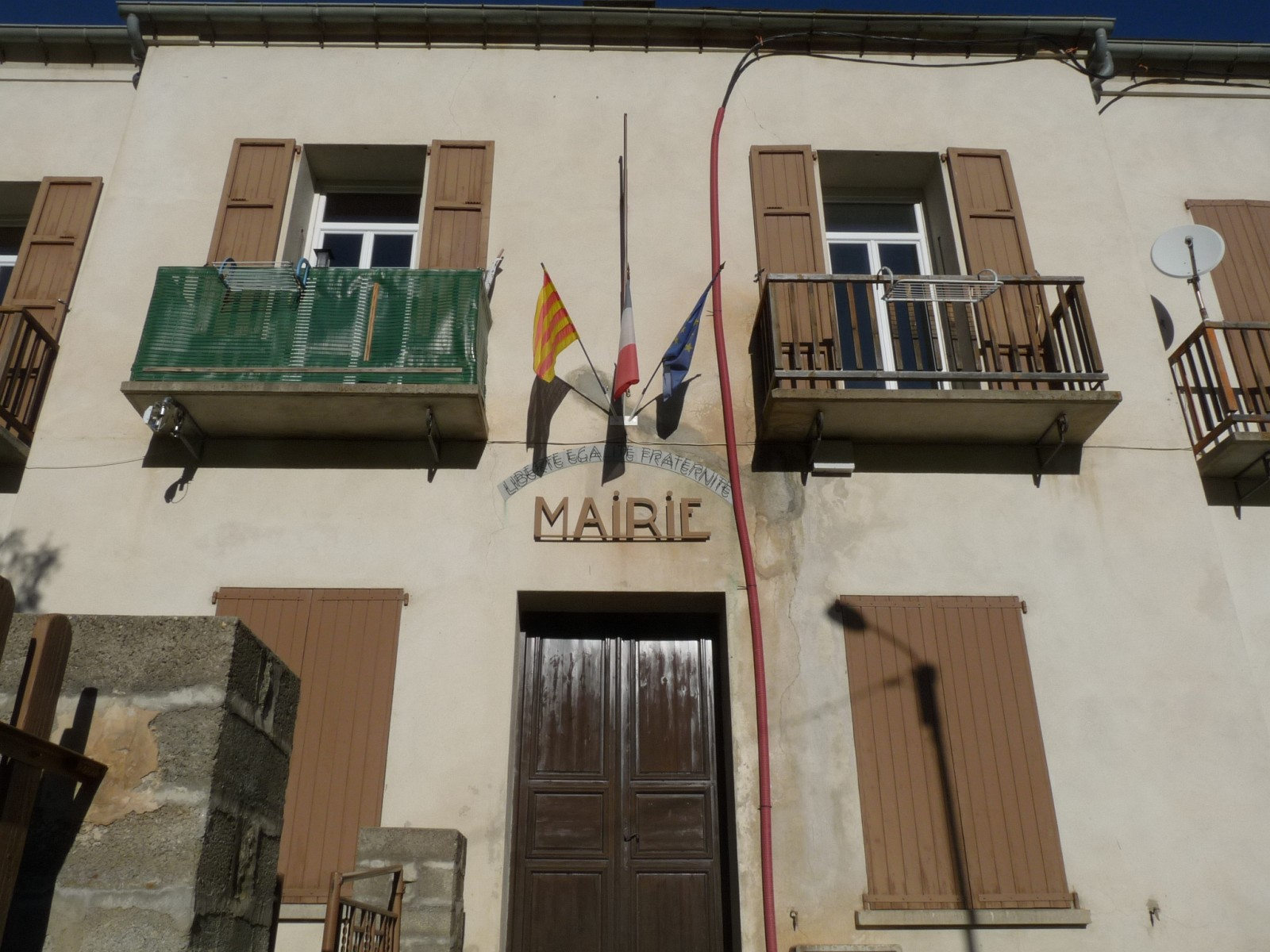
Casa del Comú de Fontpedrosa

### Batlles
| Alcalde                                    | Període                       |
| ------------------------------------------ | ----------------------------- |
| Jean Pierre Salvadou (Joan Pere Salvador)  | 1796 - 1800                   |
| Michel Poudade (Miquel Podada)             | 1800 - 1806                   |
| Gaudérique Vidalou (Galdric Vidaló)        | 1806 - 1815                   |
| Pierre-Joseph Bigorre (Pere Josep Bigorra) | 1815 - 1826                   |
| Raymond Calvet (Ramon Calvet)              | 1826 - 1830                   |
| Gaudérique Marty (Galdric Martí)           | 1830 - 1832                   |
| Eudald Clerc                               | 1832 - 1833                   |
| Pierre Marty (Pere Martí)                  | 1833 - 1835                   |
| Jean Antoine Poudade (Joan Antoni Podada)  | 1835 - 1838                   |
| Dominique Salvadou (Domènec Salvador)      | 1838 - 1847                   |
| Michel Cayrol (Miquel Cayrol)              | 1847 - 1848                   |
| Paul Clerc (Pau Clerc)                     | 1848 - 1848                   |
| Michel Calvet (Miquel Calvet)              | 1848 - 1848                   |
| Marc Cayrol                                | 1848 - 1849                   |
| Gaudérique Calvet (Galdric Calvet)         | 1849 - 1852                   |
| Joseph Clerc (Josep Clerc)                 | 1852 - 1868                   |
| Raphaël Salvadou (Rafael Salvador)         | 1868 - 1870                   |
| Michel Cayrol (Miquel Cayrol)              | 1870 - 1871                   |
| Antoine Llagonne (Antoni Llagona)          | 1871 - 1872                   |
| Joseph Calvet (Josep Calvet)               | 1872 - 1874                   |
| Pierre Blanque (Pere Blanch)               | 1874 - 1876                   |
| Michel Cayrol (Miquel Cayrol)              | 1876 - 1881                   |
| Gaudérique Blanque (Galdric Blanch)        | 1881 - 1892                   |
| Baptiste Goubern (Baptista Gobern)         | 1892 - 1892                   |
| François Bigorre (Francesc Bigorra)        | 1892 - 1908                   |
| Michel Cayrol (Miquel Cayrol)              | 1908 - 1914                   |
| Gaudérique Cayrol (Galdric Cayrol)         | 1914 - 1919                   |
| Joseph Labric (Josep Labric)               | 1919 - 1921                   |
| Pierre Poudade (Pere Podada)               | 1921 - 1929                   |
| Jean Barthe (Joan Barta)                   | 1929 - 1932                   |
| François Rouquet (Francesc Roquet) (PCF)   | 1932 - 1939                   |
| Marceau Clerc (Marcel Clerc)               | 1939 - 1944                   |
| François Rouquet (Francesc Roquet) (PCF)   | 1944 - Març del 1971          |
| Jean-Louis Alvarez (PCF)                   | Març del 1971 - Març del 2008 |
| Arlette Bigorre (PCF)                      | Març del 2008 - Moment actual |

### Legislatura 2014 - 2020

#### Batlle
- Arlette Bigorre.

#### Adjunts al batlle[18]
- 1r: Yves Chaulet
- 2n: Marc Glories
- 3r: Jacques Alvarez.

#### Consellers municipals
- Nadia Fortas
- Sophie Fretigny
- Mireille Gourbin
- Sébastien Labric
- Alain Lesaffre
- Philippe Olive
- Marie-Claire Parassols.

### Adscripció cantonal

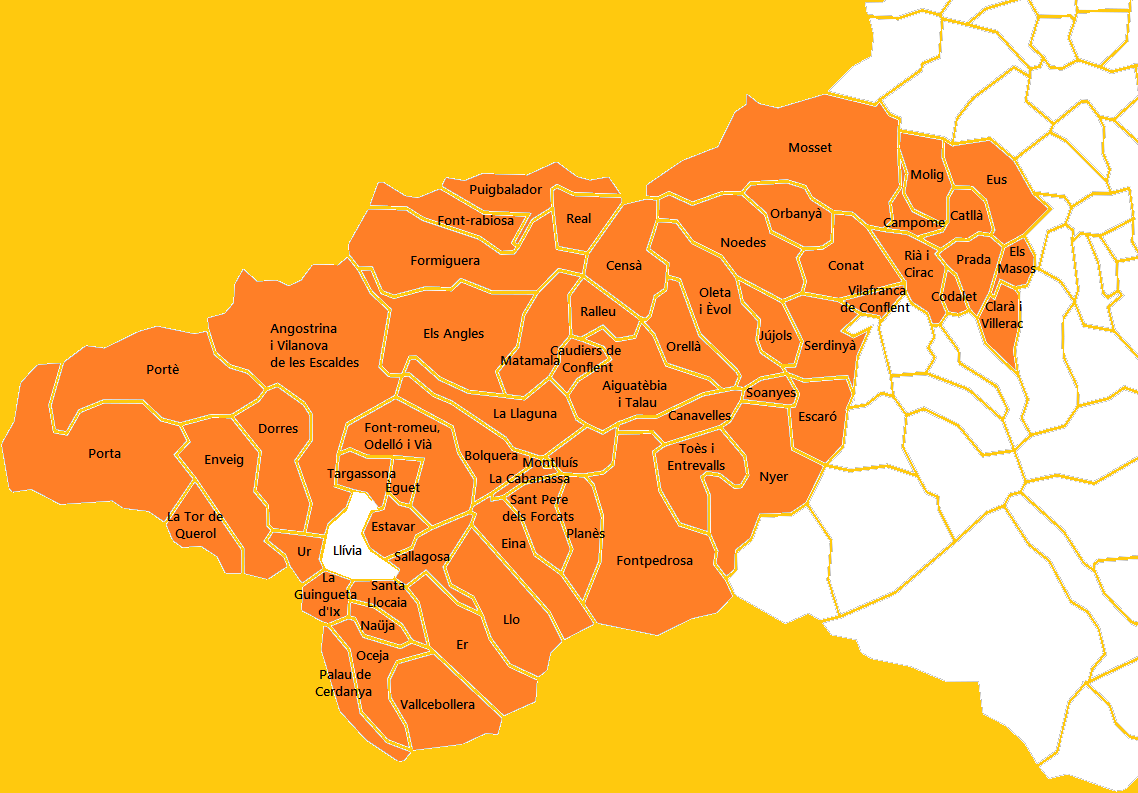
Mapa del Cantó dels Pirineus Catalans

A les eleccions cantonals del 2015 Fontpedrosa ha estat inclòs en el cantó número 13, dels Pirineus Catalans, que inclou els pobles d'Angostrina i Vilanova de les Escaldes, Bolquera, Dorres, Èguet, Eina, Enveig, Er, Estavar, Font-romeu, Odelló i Vià, la Guingueta d'Ix, Llo, Naüja, Oceja, Palau de Cerdanya, Porta, Portè, Sallagosa, Santa Llocaia, Targasona, la Tor de Querol, Ur i Vallcebollera, de la comarca de l'Alta Cerdanya, els Angles, Font-rabiosa, Formiguera, Matamala, Puigbalador i Ral, de la del Capcir, i les viles de Montlluís, Prada i Vilafranca de Conflent i els pobles d'Aiguatèbia i Talau, la Cabanassa, Campome, Canavelles, Catllà, Caudiers de Conflent, Censà, Clarà i Villerac, Codalet, Conat, Escaró, Eus, Fontpedrosa, Jújols, la Llaguna, Els Masos, Molig, Mosset, Noedes, Nyer, Oleta i Èvol, Orbanyà, Orellà, Planès, Ralleu, Rià i Cirac, Sant Pere dels Forcats, Sautó, Serdinyà, Soanyes i Toès i Entrevalls, de la del Conflent, amb capitalitat a Prada. Són conselleres per aquest cantó Jean Castex i Hélène Josende, de la Unió de la Dreta.

### Serveis comunals mancomunats
Fontpedrosa forma part de la Comunitat de comunes de Conflent - Canigó, amb capitalitat a Prada, juntament amb Prada, Arboçols, Campome, Campossí, Canavelles, Castell de Vernet, Catllà, Clarà i Villerac, Codalet, Conat, Cornellà de Conflent, Escaró, Espirà de Conflent, Estoer, Eus, Finestret, Fillols, Fullà, Jóc, Jújols, Marqueixanes, els Masos, Mentet, Molig, Mosset, Noedes, Nyer, Oleta i Èvol, Orbanyà, Orellà, Pi de Conflent, Rià i Cirac, Rigardà, Saorra, Serdinyà, Soanyes, Sornià, Tarerac, Taurinyà, Toès i Entrevalls, Trevillac, Vallestàvia, Vallmanya, Vernet, Vilafranca de Conflent i Vinçà.

## Ensenyament i Cultura
Fontpedrosa és de les poques comunes conflentines que tenen escola pública pròpia, amb els nivells de maternal i elemental, o primària, situada al Veïnat d'Avall. També poden assistir a les escoles de la Llaguna o Monytlluís. Els seus adolescents i joves, per a cursar la secundària assisteixen als col·legis de Prada, Font-romeu o Oceja, i per al batxillerat als liceus dels mateixos llocs anteriors.